# Comme ils disent
«Comme ils disent» es una canción escrita, compuesta e interpretada por el cantante francoarmenio Charles Aznavour, publicado como parte de su álbum Idiote je t'aime, y como un sencillo en 1972.

## Historia
La canción toca el tema de la homosexualidad, y el tabú que había sobre el tema a inicios de la década de 1970 (especialmente después de los movimientos sociales de 1968). Otras canciones de la época ya hablaban sobre la homosexualidad, pero solían hacerlo de forma burlona y frívola; sin embargo, Aznavour es el primero en describir la historia de un hombre que «vive solo con su madre» («vivant seul avec maman»), sin sarcasmo. 
Para la letra, Aznavour se inspiró en su chofer, su secretaria y una amiga decoradora, Androuchka. Más tarde indicó que la única dificultad que encontró al escribir la canción fue encontrar una rima para «ate» para el primer verso, problema que resolvió al encontrar la calle Sarasate en un mapa de París.